# Пюї-де-Дом (вулкан)

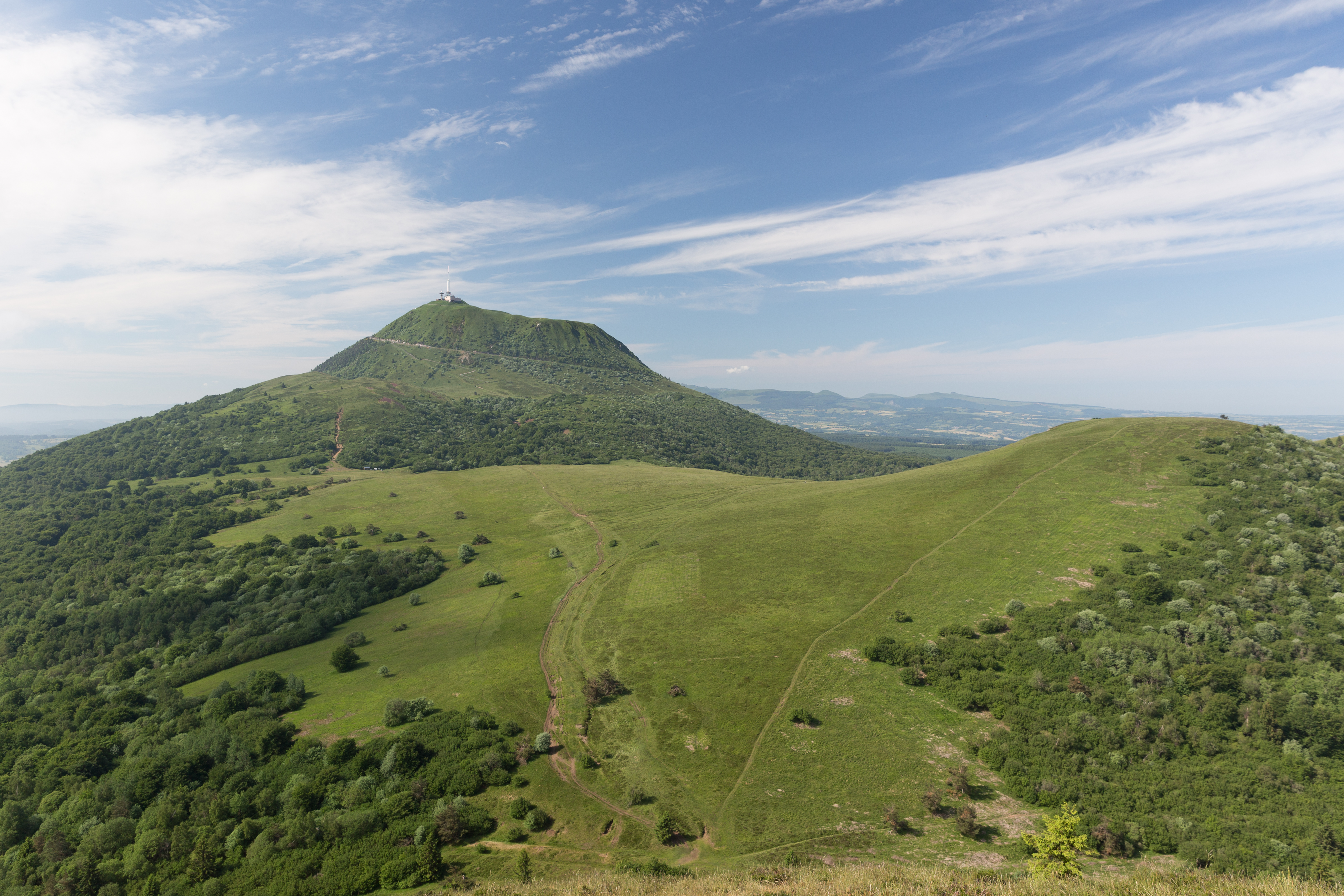

Пюї-де-Дом (фр. Puy de Dôme, окс. Puèi Domat, Puèi de Doma) — великий лавовий купол і один із наймолодших вулканів у вулканічному ланцюгу Шен де Пюі, що знаходиться у північній частині Центрального масиву, у південно-центральній частині Франції.

## Загальні відомості
Цей вулканічний ланцюг, що включає в себе численні шлакові конуси, лавові куполи і маари, розташований далеко від краю будь-якої тектонічної плити. Пюї-де-Дом лежить приблизно за 10 км від міста Клермон-Ферран. Департамент Пюї-де-Дом дістав свою назву від вулкана.

## Історія

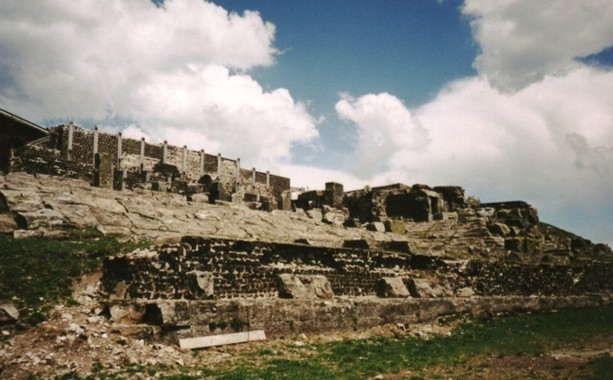
Храм Меркурія

У дохристиянській Європі Пюї-де-Дом служив як загальне місце для релігійних церемоній. Храми будувались на вершині, включаючи галло-римське святилище, присвячене богу Меркурію, руїни якого були знайдені у 1873 році.
У 1648 році Флорін Пер'є, за проханням Блеза Паскаля, довів теорію Еванджеліста Торрічеллі про те, що покази барометра спричинені коливанням ваги стовпу повітря, шляхом вимірювання висоти стовпчика ртуті на трьох різних точках (з різною висотою) гори Пюї-де-Дом. У 1875 році на вершині була збудована фізична лабораторія, а з 1956 тут також розташована антена TDF (Télédiffusion de France).